# Ерешково
Ерешково — село в Еланском районе Волгоградской области России, в составе Березовского сельского поселения.
Население — 22 (2016)

## История
Населённый пункт под названием Ерешкина Луцева обозначен на военно-топографической карте 1870 года. Согласно Схематической карте Аткарского уезда 1912 года хутор Ерешков обозначен в границах Лиходеевской волости. Согласно Списку населённых мест Аткарского уезда 1914 года (по сведениям за 1911 год) хутор Ерешков населяли преимущественно великороссы, всего 576 мужчин и 575 женщин. На хуторе имелась церковная школа
В 1921 году Лиходеевская волость перечислена из Аткарского уезда в новый Еланский уезд. В 1923 году в связи с упразднением Еланского уезда волость включена в состав Еланской волости Балашовского уезда
В 1928 году Ерешково включено в состав Еланского района Камышинского округа (упразднён в 1930 году) Нижне-Волжского края (с 1934 года — Сталинградского края, с 1936 года — Сталинградской области). В 1953 году Лиходеевский, Водопьяновский и Ерешковский сельсоветы были объединены в один Лиходеевский, центр село Лиходеево (впоследствии сельсовет переименован в Берёзовский).

## География
Село находится в пределах Хопёрско-Бузулукской равнины, являющейся южным окончанием Окско-Донской низменности, на реке Берёзовой (левый приток реки Терсы), на высоте около 135—140 метров над уровнем моря.
Почвы: чернозёмы обыкновенные.
По автомобильным дорогам расстояние до областного центра города Волгоград составляет 380 км, до районного центра рабочего посёлка Елань — 28 км.
Часовой пояс
Ерешково, как и вся Волгоградская область, находится в часовой зоне МСК (московское время). Смещение применяемого времени относительно UTC составляет +3:00.

## Население
Динамика численности населения по годам:
| 1911 | 1987 | 2002 |
| ---- | ---- | ---- |
| 1151 | ≈220 | 137  |

| 2010 | 2015 | 2016 |
| ---- | ---- | ---- |
| 47   | ↘25  | ↘22  |